# آکمی کاندا
آکِمی کاندا (انگلیسی: Akemi Kanda؛ زادهٔ ۱۰ نوامبر ۱۹۷۸) صداپیشه، و بازیگر اهل ژاپن است. وی از سال ۲۰۰۰ میلادی تاکنون مشغول فعالیت بوده‌است.